# روبرتو فيزكينو
روبرتو فيزكينو (بالإسبانية: Roberto Vizcaíno)‏ (مواليد 25 أبريل 1957 في برشلونة - 11 ديسمبر 2016)، هو لاعب كرة مضرب إسباني سابق وكان يلعب باليد اليمنى. أعلى تصنيف له في الفردي كان المركز الـ 157 في سنة 1980. أعلى تصنيف له في الزوجي كان المركز الـ 265 في سنة 1985.

## روابط خارجية
- روبرتو فيزكينو على موقع رابطة محترفي التنس (الإنجليزية)
- روبرتو فيزكينو على موقع الاتحاد الدولي لكرة المضرب (الإنجليزية)
- روبرتو فيزكينو على موقع خلاصة التنس.كوم (الإنجليزية)